# Tennis Center at Crandon Park
Le Tennis Center at Crandon Park est un complexe de tennis situé à Miami en Floride. Le court central, inauguré en 1994, a une capacité de 13 800 places.
L'Open de Miami s'y déroule de 1987 à 2018. Il utilise douze courts pour la compétition et six pour l'entraînement.

## Source de la traduction
- (en) Cet article est partiellement ou en totalité issu de l’article de Wikipédia en anglais intitulé « Tennis Center at Crandon Park » (voir la liste des auteurs).